# Aleurocerus luxuriosus
Aleurocerus luxuriosus là một loài côn trùng cánh nửa trong họ Aleyrodidae, phân họ Aleyrodinae.
Aleurocerus luxuriosus được Bondar miêu tả khoa học đầu tiên năm 1923.